# Saint-Bauzile (Ardèche)
Saint-Bauzile település Franciaországban, Ardèche megyében. Lakosainak száma 316 fő (2022. január 1.). Saint-Bauzile Chomérac, Rochessauve, Saint-Lager-Bressac, Saint-Martin-sur-Lavezon, Saint-Pierre-la-Roche és Saint-Vincent-de-Barrès községekkel határos.

## Népesség
A település népessége az elmúlt években az alábbi módon változott:
| Lakosok száma | 135  | 124  | 153  | 253  | 291  | 301  | 308  | 320  | 326  | 316  |
|               | 1968 | 1982 | 1990 | 2006 | 2013 | 2015 | 2017 | 2019 | 2020 | 2022 |